# 쭝흥
쭝흥(베트남어: Trùng Hưng / 重興 중흥 / 1285년 9월 ~ 1293년 3월)은 베트남 쩐 왕조(陳朝) 인종(仁宗) 쩐캄(陳昑)의 두번째 연호이다.

## 개원
- 티에우바오(紹寶) 7년(1285년) 9월에 연호를 쭝흥(重興)으로 개원함.[1]

- 쭝흥(重興) 9년 3월 9일[2](율리우스력 1293년 4월 16일)에 연호를 흥롱(興隆)으로 개원함.[1][3]

## 연대 대조표
| 쭝흥 | 서기(西紀) | 간지(干支) | 원나라 연호     |
| 원년 | 1285년     | 을유(乙酉) | 지원(至元) 22년 |
| 2년  | 1286년     | 병술(丙戌) | 지원 23년       |
| 3년  | 1287년     | 정해(丁亥) | 지원 24년       |
| 4년  | 1288년     | 무자(戊子) | 지원 25년       |
| 5년  | 1289년     | 기축(己丑) | 지원 26년       |
| 6년  | 1290년     | 경인(庚寅) | 지원 27년       |
| 7년  | 1291년     | 신묘(辛卯) | 지원 28년       |
| 8년  | 1292년     | 임진(壬辰) | 지원 29년       |
| 9년  | 1293년     | 계사(癸巳) | 지원 30년       |

## 동시대 연호

### 중국(몽골)
원(元)
- 지원(至元) (1264년 ~ 1294년)

### 일본
- 고안(弘安) (1278년 ~ 1288년)
- 쇼오(正応) (1288년 ~ 1293년)

## 같이 보기
- 베트남의 연호